# П'яст (Гливиці)
«П'яст Гливиці» (пол. Gliwicki Klub Sportowy Piast Gliwice) — професіональний польський футбольний клуб з міста Гливиць. Нині виступає в Екстракласі.

## Історія
Колишні назви:
- 18.06.1945: КС П'яст Гливиці (пол. KS [Klub Sportowy] Piast Gliwice)
- 23.05.1946: КСМ П'яст Гливиці (пол. KSM [Klub Sportowy Metalowców] Piast Gliwice)
- 07-09.1947: ЗКСМ П'яст Гливиці (пол. ZKSM [Związkowy Klub Sportowy Metalowców] Piast Gliwice)
- 05.03.1949: ЗС Метал П'яст Гливиці (пол. ZS [Zrzeszenie Sportowe] Metal Piast Gliwice)
- 01.11.1949: ЗКС Сталь Гливиці (пол. ZKS [Związkowy Klub Sportowy] Stal Gliwice)
- 11.03.1951: ЗКС Сталь ГЗУТ Гливиці (пол. ZKS Stal GZUT Gliwice)
- 15.03.1955: ЗКС П'яст Гливиці (пол. ZKS Piast Gliwice)
- 20.01.1957: КС П'яст Гливиці (пол. KS Piast Gliwice)
- 01.01.1961: СКС П'яст Гливиці (пол. SKS Piast Gliwice)
- 15.03.1964: ГКС П'яст Гливиці (пол. GKS Piast Gliwice)
- 17.10.1983: МЦ-В ГКС П'яст Гливиці (пол. MC-W GKS Piast Gliwice)
- 12.09.1989: ЦВКС П'яст-Бумар Гливиці (пол. CWKS Piast-Bumar Gliwice)
- 1990: ЦВКС Бумар-П'яст Гливиці (пол. CWKS Bumar-Piast Gliwice)
- 04.04.1990: КС Бумар Гливиці (пол. KS Bumar Gliwice)
- 11.05.1990: КС Бумар Лабенди Гливиці (пол. KS Bumar Łabędy (Gliwice))
- 01.07.1990: КС Бумар Гливиці (пол. KS Bumar Gliwice)
- 1991: КС П'яст-Бумар Гливиці (пол. KS Piast-Bumar Gliwice)
- 01.07.1992: МЦ-В ГКС Пяст Гливиці (пол. MC-W GKS Piast Gliwice)
- 01.08.1995: КС Бойкув Глівіце (пол. KS Bojków Gliwice)
- 15.09.1995: КС П'яст Бойкув Гливиці (пол. KS Piast Bojków Gliwice)
- 02.09.1996: ГКС П'яст Гливиці (пол. GKS [Gliwicki Klub Sportowy] Piast Gliwice)
- 01.07.2009: ГКС П'яст СА (пол. GKS Piast SA [Spółka Akcyjna])

Названий на честь першої династії польських королів — П'ясти.
Після Другої світової війни 18 червня 1945 року переселенці зі Львова організували клуб, який отримав назву «П'яст Гливиці». 1948 року рішенням польської влади багато клубів було розформовано і організовано галузеві клуби на зразок радянських команд. 5 березня 1949 року відбулося об'єднання клубів «ЗКСМ Гута Лабенди», «ЗКС Вальцовня Лабенди», «РКС Єдносьць Рудзінєц», «РКС ПЗС Гливиці» та «ЗКС Сілезія Гливиці». Новоутворений клуб було приписано до металургійної промисловості і перейменовано на «Металь П'яст Гливиці», а потім на «Сталь Гливиці». 1955 року повернено історичну назву «П'яст Гливиці».
1957 року команда дебютувала у другій лізі чемпіонату Польщі, у якій провела 32 сезони. 15 березня 1964 року до клубу приєдналися «ГКС Гливиці» i «КС Металь Гливиці», в результаті чого було змінено назву на «ГКС П'яст Гливиці». У 1978 і 1983 роках клуб дійшов до фіналу Кубку Польщі, але двічі не зміг здобути його. 1989 року відбулося об'єднання з клубом «ЗТС Лабенди» і у назві клубу було додано назву спонсора Бумар. 1 серпня 1995 року клуб влився у структуру «КС Бойкув Гливиці» і виступав з його назвою. Але вже через рік повернув свою історичну назву. 24 травня 2008 року команда вперше здобула путівку до Екстракласи.

## Титули та досягнення
- Чемпіонат Польщі:
  - Чемпіон (1): 2019
  - срібний призер (1): 2016
  - бронзовий призер (1): 2020
- Кубок Польщі:
  - фіналіст (2): 1978, 1983
- Кубок Ліги Польщі:
  - 1/4 фіналу (1): 2009

## Стадіон
Домашні матчі клуб проводить на стадіоні «П'яст», яки вміщує 11800 сидячих місць.

## Виступи в єврокубках
| Сезон   | Змагання       | Раунд | Клуб            | Вдома | На виїзді | В сукупності |  |
| ------- | -------------- | ----- | --------------- | ----- | --------- | ------------ |  |
| 2013–14 | Ліга Європи    | 2КР   | Карабах         | 2–2   | 1–2       | 3–4          |  |
| 2016–17 | Ліга Європи    | 2КР   | Гетеборг        | 0–3   | 0–0       | 0–3          |  |
| 2019–20 | Ліга чемпіонів | 1КР   | БАТЕ            | 1–2   | 1–1       | 2–3          |  |
| 2019–20 | Ліга Європи    | 2КР   | Рига            | 3–2   | 1–2       | 4–4          |  |
| 2020–21 | Ліга Європи    | 1КР   | Динамо (Мінськ) |       | 2–0       | 2–0          |  |
| 2020–21 | Ліга Європи    | 2КР   | Гартберг        | 3–2   |           | 3–2          |  |
| 2020–21 | Ліга Європи    | 3КР   | Копенгаген      |       | 0–3       | 0–3          |  |

## Цікаві факти
Фани клубу підтримують дружні відносини з фанами борисівського БАТЕ.